# Hegedűs Erzsébet (színművész)
Hegedűs Erzsébet névvariánsok: Hegedüs Erzsébet; Hegedűs Erzsi (Nagykőrös, 1923. augusztus 23. – Debrecen, 1990. augusztus 25.) Jászai Mari-díjas magyar színésznő.

## Életpályája
Nagykőrösön született, 1923. augusztus 23-án. Színésznőként 1953-ban diplomázott a Színház- és Filmművészeti Főiskolán Gellért Endre osztályában. Pályáját a kecskeméti Katona József Színházban kezdte. 1959-től Debrecenben játszott. 1971 és 1978 között a Madách Színház tagja volt. Vendégként fellépett a kaposvári Csiky Gergely Színházban. 1979-től 1986-ig ismét a debreceni Csokonai Színház művésznője volt. 1958-ban Jászai Mari-díjat, 1982-ben Csokonai-díjat kapott.

## Fontosabb színházi szerepei
- Shakespeare: III. Richárd... York hercegné, Negyedik Edward, George és Richard anyja
- Molière: Tudós nők... Beliza; Philaminte
- Molière: Tartuffe... Pernelle asszony, Orgon anyja
- Lope de Vega: A furfangos menyasszony... Belisa, özvegy
- Euripidész: Trójai nők... Hekabé
- Csehov: Sirály... Polina, Samrajov felesége
- Csehov: Ványa bácsi... Vojnyickaja, Marija Vasziljevna
- Gogol: Háztűznéző... Arina Pantyelejmonovna, Agafja nagynénje
- Gogol: Holt lelkek... Korobocska, földbirtokosnő
- Lev Tolsztoj: Élő holttest... Anna, Liza anyja
- Alekszandr Szergejevics Gribojedov: Az ész bajjal jár... Hrjumina grófnő
- Edmond Rostand: Cyrano de Bergerac... Duenny
- Henrik Ibsen: Peer Gynt... Aase anyó
- Federico García Lorca: Bernarda Alba háza... Maria Jozefa, Bernarda anyja
- Arthur Miller: A salemi boszorkányok... Tituba, Parris néger cselédje
- Bertolt Brecht: Jó embert keresünk (A szecsuáni jólélek)... Jang, asszony, Jang Szun édesanyja
- Brecht: A kaukázusi krétakör... Parasztasszony, majd anyóka
- Friedrich Dürrenmatt: János király... Eleonóra királyné, János anyja
- Dürrenmatt: Az öreg hölgy látogatása... Ill felesége
- Tennessee Williams: Az iguána éjszakája... Frau Fahrenkopf
- George Bernard Shaw: Megtört szívek háza... A dadus
- Gaetano Donizetti: Csengettyű... Roza
- William Somerset Maugham: Imádok férjhez menni... Mrs. Shuttleworth
- Somerset Maugham: Eső... Mrs. Davidson
- Thornton Wilder: A mi kis városunk... Mrs. Soames
- Thornton Wilder: A házasságszerző... Gertrude
- Jókai Mór: Az aranyember... Theréze
- Mikszáth Kálmán: A beszélő köntös... Galgóczy Julianna
- Móricz Zsigmond: Nem élhetek muzsikaszó nélkül... Mina néni; Zsani néni
- Móricz Zsigmond - Móricz Virág: Kivilágos kivirradtig... Ágnes
- Móricz Zsigmond: Pacsirtaszó... Sógorasszony
- Heltai Jenő: Naftalin... Kabóczáné
- Bródy Sándor: A tanítónő... Nagyasszony
- Molnár Ferenc: Liliom... Hollunderné
- Molnár Ferenc: A doktor úr... Marosiné
- Hubay Miklós: Tüzet viszek (Feltámadás nincs)... Salgóné
- Gyárfás Miklós: Férfiaknak tilos!... Franciska, az érzékeny kisasszony
- Háy Gyula: Tiszazug... Rézi néni
- Kodolányi János: Földindulás... Piókás szüle
- Fehér Klára: Honolulu... Özv. Kapitány Györgyné
- Szabó Magda: Régimódi történet... Rickl Mária; Aloysia nővér
- Tamási Áron:  Énekes madár... Gondos Eszter, vénlány
- Tamási Áron: Ördögölő Józsiás... Öregasszony
- Jékely Zoltán: Mátyás király juhásza... Juhász anyja
- Sarkadi Imre: Szeptember... Sipos Istvánné, Sipos felesége
- Tabi László: Családi dráma... Juliska, bejárónő
- Szakonyi Károly: Adáshiba... Bódogné
- Emőd Tamás – Török Rezső: A harapós férj (Ipafai lakodalom)... Börcsök Lina
- Gáspár Margit: Ha elmondod, letagadom!... Jolán
- Babay József: Három szegény szabólegény... Posztóné
- Szirmai Albert–Bakonyi Károly–Gábor Andor: Mágnás Miska... Nagymama
- Frederick Loewe – Alan Jay Lerner: My Fair Lady... Pearce-né
- Eisemann Mihály: Bástyasétány 77... Elvira
- Huszka Jenő: Lili bárónő... Illésházy Agatha
- Kacsóh Pongrác: János vitéz... A gonosz mostoha
- Schönthan testvérek–Kellér Dezső–Horváth Jenő–Szenes Iván: A szabin nők elrablása... Róza
- Csizmarek Mátyás: Boci-boci tarka... Csuhainé
- Csizmarek Mátyás: Bújócska... Bradákné
- Csizmarek Mátyás: Bútorozott szoba kiadó... Kenderesné
- Török Rezső: Lányok a Dunán... Lenke
- Sós György: Pettyes... Kati
- Gimes Imre: Ispán Teréz... Fehér Teri
- Mona Brand: Hamilton család... Mrs. Hamilton
- Ronald Millar: Abelard és Heloise... Paula nővér
- Peter Karvaš: Éjféli mise... Vilma
- Pavel Kohout: Ilyen nagy szerelem... Édesanya
- Marcel Franck: Izabella és a pelikán... Izabella, a fiatal nagymama
- Alekszandr Jevdokimovics Kornyejcsuk: Ukrajna mezőin... Kilina
- Alekszej Nyikolajevics Arbuzov: Tánya... Nénike
- Konsztantyin Fjodorovics Iszajev - Alekszandr Arkagyijevics Galics: Nem magánügy... Énekesnő
- Vszevolod Vitaljevics Visnyevszkij: Optimista tragédia... Öregasszony
- Jordan Radicskov: Repülési kísérlet... Avramovica, tiszteletet parancsoló asszony

## Filmek, tv
- Fejlövés (1968)... Klári anyja
- Virágvasárnap (1969)
- Szép lányok, ne sírjatok! (1970)... Savanyú szállásónője
- Horizont  (1971)... Hajdúné
- Egy óra múlva itt vagyok (sorozat)

- A Mephisto akció című rész (1971)... Szavcsenkó felesége
- Kincskereső kisködmön (1972)
- Az ördög cimborája (1973)
- Harmadik nekifutás (1973)
- A labda (1973)
- Irgalom (sorozat) 5-6. rész (1973)
- És mégis mozog a föld (sorozat) 1. rész (1973)
- Sólyom a sasfészekben (sorozat)

- Elindulás és megérkezés című rész (1974)
- A szerelem határai (1974)... Szabóné
- Pókháló (1974)... Regina néni
- Aranyborjú (1974)
- Szarvassá vált fiúk (1974)... Anna mama
- Ida regénye (1974)
- A 78-as autóbusz útvonala – Kis kitérővel (1974)
- Ereszd el a szakállamat! (1975)
- Kenyér és cigaretta (1975)... Sohárné
- Autó (1975)
- Mézeshetek (1975)
- Az utolsó tánctanár (1975)
- A peleskei nótárius (1975)
- Robog az úthenger (sorozat)

- Kultúrházavatás című rész (1977)
- Ékezet (1977)... Sári néni
- Aki szeretni gyáva (1977)
- Szemetes-trilógia (1977)
- Az ész bajjal jár (1978)
- Második otthonunk: Az SZTK (1978)
- Második otthonunk: Az áruház (1978)
- Második otthonunk: A munkahely (1978)
- Muslicák a liftben (1978)... Gyóntató anya
- Zokogó majom (sorozat) 3-4. rész (1978)
- Ítélet előtt (sorozat)

- Farkasok című rész (1978)
- Áramütés (1979)
- Krétakör (1979)
- Imre (1979)
- Fogjuk meg és vigyétek! (1979)... Varró néni
- Mire megvénülünk (sorozat) 1. rész (1979)
- Gombó kinn van (1979)
- Magyar rapszódia (1979)
- Allegro Barbaro (1979)
- Háromszoros halál (1979)
- Égigérő fű (1979)
- Pénzt Marijának (1980)... Komariha
- Megtörtént bűnügyek (sorozat)

- A kiskirály című rész (1980)
- Családi kör (sorozat) (1980)
- Tessék engem elrabolni (1980)
- Útközben (1980)
- Szerencsétlen flótás (1981)
- Vendéglátás (1982)
- Az emlékmúzeum (1984)
- A védelemé a szó (sorozat)

- Amit a halál sem old meg című rész (1988)